# Arctic Circle Stars
Gli Arctic Circle Stars  sono stati una squadra di football americano di Rovaniemi, in Finlandia, fondata nel 1990 e chiusa nel 2006.

## Dettaglio stagioni

### Tornei nazionali

#### Campionato

##### Vaahteraliiga
| Stagione | regular season | regular season | regular season | regular season | regular season | regular season | playoff | playoff | playoff | playoff | playoff | playoff    | playoff           |
|          | Vin            | Par            | Per            | Tot            | PF             | PS             | Vin     | Per     | Tot     | PF      | PS      | risultato  | avversaria        |
| -------- | -------------- | -------------- | -------------- | -------------- | -------------- | -------------- | ------- | ------- | ------- | ------- | ------- | ---------- | ----------------- |
| 1998     | 7              | 0              | 3              | 10             | 272            | 210            | 0       | 1       | 1       | 36      | 48      | Semifinale | Helsinki Roosters |
| Totale   | 7              | 0              | 3              | 10             | 272            | 210            | 0       | 1       | 1       | 36      | 48      |            |                   |

Fonti: Enciclopedia del Football - A cura di Massimo Mezzetti

##### I-divisioona
| Stagione | regular season | regular season | regular season | regular season | regular season | regular season | playoff | playoff | playoff | playoff | playoff | playoff   | playoff    |
|          | Vin            | Par            | Per            | Tot            | PF             | PS             | Vin     | Per     | Tot     | PF      | PS      | risultato | avversaria |
| -------- | -------------- | -------------- | -------------- | -------------- | -------------- | -------------- | ------- | ------- | ------- | ------- | ------- | --------- | ---------- |
| 2003     | 2              | 0              | 6              | 8              | 71             | 249            | -       | -       | -       | -       | -       | -         | -          |
| Totale   | 2              | 0              | 6              | 8              | 71             | 249            | -       | -       | -       | -       | -       |           |            |

Fonti: Enciclopedia del Football - A cura di Massimo Mezzetti

### Riepilogo fasi finali disputate
| Anno              | Luogo | Evento        | Fase del torneo | Incontro                                | Risultato |
| 28-29 agosto 1998 |       | Vaahteraliiga | Semifinale      | Helsinki Roosters - Arctic Circle Stars | 48 - 36   |

## Palmarès
- 1 Spagettimalja (1995)